# Grand Prix de Formule 1

En vert, les pays accueillant un Grand Prix dans la saison en cours (2024). En gris foncé, les pays ayant déjà accueilli au moins un Grand Prix. Les points noirs représentent l'emplacement des circuits actuellement utilisés, les points blancs les circuits où s'est déroulé au moins un Grand Prix.

Un Grand Prix de Formule 1 est une épreuve de course automobile disputée dans le cadre du championnat du monde de Formule 1 depuis sa création en 1950. De 1946 à 1984, des Grands Prix de Formule 1 hors-championnat du monde se déroulaient régulièrement. Depuis 1961, le championnat du monde est constitué uniquement d'épreuves disputées par des monoplaces répondant à la réglementation « Formule 1 ».
Après le Grand Prix d'Abou Dabi 2024, 1125 épreuves (1114 Grands Prix et 11 éditions des 500 miles d'Indianapolis) — auxquelles ont pris part 778 pilotes de 40 nationalités — ont été disputées dans le cadre du Championnat du monde :
- 084 entre 1950 et 1959 ;
- 100 entre 1960 et 1969 ;
- 144 entre 1970 et 1979 ;
- 156 entre 1980 et 1989 ;
- 162 entre 1990 et 1999 ;
- 174 entre 2000 et 2009 ;
- 198 entre 2010 et 2019 ;
- 107 depuis 2020.

Depuis 1950, la Formule 1 a connu 51 Grands Prix différents, sur les cinq continents. 22 d'entre eux figurent au calendrier en 2021, les autres sont passés de mode ou poursuivent leur existence indépendamment, tel les 500 miles d'Indianapolis, qui ont compté pour le championnat du monde dans les années 1950 bien que courus avec un règlement et des monoplaces différents.
Le Grand Prix de Grande-Bretagne disputé le 13 mai 1950 à Silverstone, est le premier Grand Prix de l'histoire du championnat du monde. L'Italien Giuseppe Farina s'impose sur une Alfa Romeo. Ferrari est la seule écurie qui a présenté ses voitures sur la grille de départ à chaque saison, n'ayant commencé leur apparition qu'au Grand Prix de Monaco 1950 (le deuxième Grand Prix de l'histoire du championnat).
Un Grand Prix de Formule 1 doit avoir une distance de course d'au moins 305 km, à l'exception du Grand Prix automobile de Monaco, qui doit avoir une distance de course d'au moins 260 km. Aucune course ne peut durer plus de 2 heures.

## Grands Prix du championnat du monde
En gras, les Grands Prix figurant au calendrier de la saison 2025
| Grand Prix                      | Période                                                   | Éditions (2025) |
| ------------------------------- | --------------------------------------------------------- | --------------- |
| Grand Prix de Grande-Bretagne   | 1950-2025                                                 | 76              |
| Grand Prix d'Italie             | 1950-2024                                                 | 75              |
| Grand Prix de Monaco            | 1950, 1955-2019, 2021-2025                                | 71              |
| Grand Prix de Belgique          | 1950-56, 1958, 1960-68, 1970, 1972-2002, 2004-05, 2007-24 | 69              |
| Grand Prix d'Allemagne          | 1951-2006, 2008-14, 2016, 2018-19                         | 64              |
| Grand Prix de France            | 1950-54, 1956-2008, 2018-19, 2021-22                      | 62              |
| Grand Prix d'Espagne            | 1951, 1954, 1968-79, 1981, 1986-2025                      | 55              |
| Grand Prix du Canada            | 1967-74, 1976-86, 1988-2008, 2010-19, 2022-25             | 54              |
| Grand Prix du Brésil            | 1973-2019, 2021-24                                        | 51              |
| Grand Prix des États-Unis       | 1959-80, 1989-91, 2000-07, 2012-19, 2021-24               | 45              |
| Grand Prix de Hongrie           | 1986-2024                                                 | 39              |
| Grand Prix du Japon             | 1976-77, 1987-2019, 2022-25                               | 39              |
| Grand Prix d'Australie          | 1985-2019, 2022-25                                        | 39              |
| Grand Prix d'Autriche           | 1964, 1970-87, 1997-2003, 2014-25                         | 38              |
| Grand Prix des Pays-Bas         | 1952-53, 1955, 1958-71, 1973-85, 2021-24                  | 34              |
| Grand Prix de Saint-Marin       | 1981-2006                                                 | 26              |
| Grand Prix du Mexique           | 1963-70, 1986-92, 2015-19, 2021-24                        | 24              |
| Grand Prix d'Europe             | 1983-85, 1993-97, 1999-2012, 2016                         | 23              |
| Grand Prix d'Afrique du Sud     | 1962-63, 1965, 1967-80, 1982-85, 1992-93                  | 23              |
| Grand Prix de Bahreïn           | 2004-10, 2012-25                                          | 21              |
| Grand Prix d'Argentine          | 1953-58, 1960, 1972-75, 1977-81, 1995-98                  | 20              |
| Grand Prix de Malaisie          | 1999-2017                                                 | 19              |
| Grand Prix de Chine             | 2004-19, 2024-25                                          | 18              |
| Grand Prix du Portugal          | 1958-60, 1984-96, 2020-21                                 | 18              |
| Grand Prix d'Abou Dabi          | 2009-24                                                   | 16              |
| Grand Prix de Singapour         | 2008-19, 2022-24                                          | 15              |
| 500 miles d’Indianapolis        | 1950-60                                                   | 11              |
| Grand Prix de Turquie           | 2005-11, 2020-21                                          | 9               |
| Grand Prix des États-Unis Ouest | 1976-83                                                   | 8               |
| Grand Prix de Russie            | 2014-21                                                   | 8               |
| Grand Prix de Détroit           | 1982-83, 1984-1988                                        | 7               |
| Grand Prix d'Azerbaïdjan        | 2017-19, 2021-24                                          | 7               |
| Grand Prix de Suisse            | 1950-54, 1982                                             | 6               |
| Grand Prix de Suède             | 1973-78                                                   | 6               |
| Grand Prix d'Émilie-Romagne     | 2020-22, 2025                                             | 5               |
| Grand Prix d'Arabie saoudite    | 2021-25                                                   | 5               |
| Grand Prix de Las Vegas         | 1981-82, 2023-24                                          | 4               |
| Grand Prix de Miami             | 2022-25                                                   | 4               |
| Grand Prix de Corée du Sud      | 2010-13                                                   | 4               |
| Grand Prix du Qatar             | 2021, 2023-24                                             | 3               |
| Grand Prix d'Inde               | 2011-13                                                   | 3               |
| Grand Prix de Styrie            | 2020-2021                                                 | 2               |
| Grand Prix du Pacifique         | 1994-95                                                   | 2               |
| Grand Prix du Luxembourg        | 1997-98                                                   | 2               |
| Grand Prix de Pescara           | 1957                                                      | 1               |
| Grand Prix du Maroc             | 1958                                                      | 1               |
| Grand Prix de Dallas            | 1984                                                      | 1               |
| Grand Prix de Toscane           | 2020                                                      | 1               |
| Grand Prix de l'Eifel           | 2020                                                      | 1               |
| Grand Prix du 70e anniversaire  | 2020                                                      | 1               |
| Grand Prix de Sakhir            | 2020                                                      | 1               |
| -                               | 1950-2024                                                 | 1125            |

| Pos. | Nation      | Courses |
| ---- | ----------- | ------- |
| 1er  | Italie      | 107     |
| 2e   | Allemagne   | 79      |
| 2e   | Royaume-Uni | 79      |
| 4e   | États-Unis  | 78      |
| 5e   | Monaco      | 70      |
| 6e   | Belgique    | 69      |
| 7e   | France      | 63      |
| 8e   | Espagne     | 61      |
| 9e   | Canada      | 53      |
| 10e  | Brésil      | 51      |

En raison du réajustement du calendrier de la saison 2020, dû à la pandémie de Covid-19, des courses se sont déroulées en tant que doublons d'une épreuve initiale. Se déroulant le week-end suivant, elles se déroulaient sur le même circuit, avec dans certains cas une configuration différente
| Grand Prix                     | Grand Prix associé |
| ------------------------------ | ------------------ |
| Grand Prix de Styrie           | Autriche           |
| Grand Prix du 70e anniversaire | Grande-Bretagne    |
| Grand Prix de Sakhir           | Bahreïn            |

## Épreuve du championnat du monde par saison
En italique, les Grands Prix se déroulant en tant que Grand Prix d'Europe de 1950 à 1977.
En 1952 et 1953, les courses se courent sous la réglementation Formule 2, tandis que les 500 miles d'Indianapolis se courent sous l'ancienne Formule Internationale.

### 1950–1959
| Manche | 1950            | 1951            | 1952            | 1953            | 1954            | 1955            | 1956            | 1957            | 1958            | 1959            |
| ------ | --------------- | --------------- | --------------- | --------------- | --------------- | --------------- | --------------- | --------------- | --------------- | --------------- |
| 1      | Grande-Bretagne | Suisse          | Suisse          | Argentine       | Argentine       | Argentine       | Argentine       | Argentine       | Argentine       | Monaco          |
| 2      | Monaco          | Indy 500        | Indy 500        | Indy 500        | Indy 500        | Monaco          | Monaco          | Monaco          | Monaco          | Indy 500        |
| 3      | Indy 500        | Belgique        | Belgique        | Pays-Bas        | Belgique        | Indy 500        | Indy 500        | Indy 500        | Pays-Bas        | Pays-Bas        |
| 4      | Suisse          | France          | France          | Belgique        | France          | Belgique        | Belgique        | France          | Indy 500        | France          |
| 5      | Belgique        | Grande-Bretagne | Grande-Bretagne | France          | Grande-Bretagne | Pays-Bas        | France          | Grande-Bretagne | Belgique        | Grande-Bretagne |
| 6      | France          | Allemagne       | Allemagne       | Grande-Bretagne | Allemagne       | Grande-Bretagne | Grande-Bretagne | Allemagne       | France          | Allemagne       |
| 7      | Italie          | Italie          | Pays-Bas        | Allemagne       | Suisse          | Italie          | Allemagne       | Pescara         | Grande-Bretagne | Portugal        |
| 8      |                 | Espagne         | Italie          | Suisse          | Italie          |                 | Italie          | Italie          | Allemagne       | Italie          |
| 9      |                 |                 |                 | Italie          | Espagne         |                 |                 |                 | Portugal        | États-Unis      |
| 10     |                 |                 |                 |                 |                 |                 |                 |                 | Italie          |                 |
| 11     |                 |                 |                 |                 |                 |                 |                 |                 | Maroc           |                 |

### 1960–1969
| Manche | 1960            | 1961            | 1962            | 1963            | 1964            | 1965            | 1966            | 1967            | 1968            | 1969            |
| ------ | --------------- | --------------- | --------------- | --------------- | --------------- | --------------- | --------------- | --------------- | --------------- | --------------- |
| 1      | Argentine       | Monaco          | Pays-Bas        | Monaco          | Monaco          | Afrique du Sud  | Monaco          | Afrique du Sud  | Afrique du Sud  | Afrique du Sud  |
| 2      | Monaco          | Pays-Bas        | Monaco          | Belgique        | Pays-Bas        | Monaco          | Belgique        | Monaco          | Espagne         | Espagne         |
| 3      | Indy 500        | Belgique        | Belgique        | Pays-Bas        | Belgique        | Belgique        | France          | Pays-Bas        | Monaco          | Monaco          |
| 4      | Pays-Bas        | France          | France          | France          | France          | France          | Grande-Bretagne | Belgique        | Belgique        | Pays-Bas        |
| 5      | Belgique        | Grande-Bretagne | Grande-Bretagne | Grande-Bretagne | Grande-Bretagne | Grande-Bretagne | Pays-Bas        | France          | Pays-Bas        | France          |
| 6      | France          | Allemagne       | Allemagne       | Allemagne       | Allemagne       | Pays-Bas        | Allemagne       | Grande-Bretagne | France          | Grande-Bretagne |
| 7      | Grande-Bretagne | Italie          | Italie          | Italie          | Autriche        | Allemagne       | Italie          | Allemagne       | Grande-Bretagne | Allemagne       |
| 8      | Portugal        | États-Unis      | États-Unis      | États-Unis      | Italie          | Italie          | États-Unis      | Canada          | Allemagne       | Italie          |
| 9      | Italie          |                 | Afrique du Sud  | Mexique         | États-Unis      | États-Unis      | Mexique         | Italie          | Italie          | Canada          |
| 10     | États-Unis      |                 |                 | Afrique du Sud  | Mexique         | Mexique         |                 | États-Unis      | Canada          | États-Unis      |
| 11     |                 |                 |                 |                 |                 |                 |                 | Mexique         | États-Unis      | Mexique         |
| 12     |                 |                 |                 |                 |                 |                 |                 |                 | Mexique         |                 |

### 1970–1979
| Manche | 1970            | 1971            | 1972            | 1973            | 1974            | 1975            | 1976             | 1977             | 1978             | 1979             |
| ------ | --------------- | --------------- | --------------- | --------------- | --------------- | --------------- | ---------------- | ---------------- | ---------------- | ---------------- |
| 1      | Afrique du Sud  | Afrique du Sud  | Argentine       | Argentine       | Argentine       | Argentine       | Brésil           | Argentine        | Argentine        | Argentine        |
| 2      | Espagne         | Espagne         | Afrique du Sud  | Brésil          | Brésil          | Brésil          | Afrique du Sud   | Brésil           | Brésil           | Brésil           |
| 3      | Monaco          | Monaco          | Espagne         | Afrique du Sud  | Afrique du Sud  | Afrique du Sud  | États-Unis Ouest | Afrique du Sud   | Afrique du Sud   | Afrique du Sud   |
| 4      | Belgique        | Pays-Bas        | Monaco          | Espagne         | Espagne         | Espagne         | Espagne          | États-Unis Ouest | États-Unis Ouest | États-Unis Ouest |
| 5      | Pays-Bas        | France          | Belgique        | Belgique        | Belgique        | Monaco          | Belgique         | Espagne          | Monaco           | Espagne          |
| 6      | France          | Grande-Bretagne | France          | Monaco          | Monaco          | Belgique        | Monaco           | Monaco           | Belgique         | Belgique         |
| 7      | Grande-Bretagne | Allemagne       | Grande-Bretagne | Suède           | Suède           | Suède           | Suède            | Belgique         | Espagne          | Monaco           |
| 8      | Allemagne       | Autriche        | Allemagne       | France          | Pays-Bas        | Pays-Bas        | France           | Suède            | Suède            | France           |
| 9      | Autriche        | Italie          | Autriche        | Grande-Bretagne | France          | France          | Grande-Bretagne  | France           | France           | Grande-Bretagne  |
| 10     | Italie          | Canada          | Italie          | Pays-Bas        | Grande-Bretagne | Grande-Bretagne | Allemagne        | Grande-Bretagne  | Grande-Bretagne  | Allemagne        |
| 11     | Canada          | États-Unis      | Canada          | Allemagne       | Allemagne       | Allemagne       | Autriche         | Allemagne        | Allemagne        | Autriche         |
| 12     | États-Unis      |                 | États-Unis      | Autriche        | Autriche        | Autriche        | Pays-Bas         | Autriche         | Autriche         | Pays-Bas         |
| 13     | Mexique         |                 |                 | Italie          | Italie          | Italie          | Italie           | Pays-Bas         | Pays-Bas         | Italie           |
| 14     |                 |                 |                 | Canada          | Canada          | États-Unis      | Canada           | Italie           | Italie           | Canada           |
| 15     |                 |                 |                 | États-Unis      | États-Unis      |                 | États-Unis Est   | États-Unis Est   | États-Unis Est   | États-Unis Est   |
| 16     |                 |                 |                 |                 |                 |                 | Japon            | Canada           | Canada           |                  |
| 17     |                 |                 |                 |                 |                 |                 |                  | Japon            |                  |                  |

### 1980–1989
| Manche | 1980             | 1981             | 1982             | 1983             | 1984            | 1985            | 1986            | 1987            | 1988            | 1989            |
| ------ | ---------------- | ---------------- | ---------------- | ---------------- | --------------- | --------------- | --------------- | --------------- | --------------- | --------------- |
| 1      | Argentine        | États-Unis Ouest | Afrique du Sud   | Brésil           | Brésil          | Brésil          | Brésil          | Brésil          | Brésil          | Brésil          |
| 2      | Brésil           | Brésil           | Brésil           | États-Unis Ouest | Afrique du Sud  | Portugal        | Espagne         | Saint Marin     | Saint Marin     | Saint Marin     |
| 3      | Afrique du Sud   | Argentine        | États-Unis Ouest | France           | Belgique        | Saint Marin     | Saint Marin     | Belgique        | Monaco          | Monaco          |
| 4      | États-Unis Ouest | Saint Marin      | Saint Marin      | Saint Marin      | Saint Marin     | Monaco          | Monaco          | Monaco          | Mexique         | Mexique         |
| 5      | Belgique         | Belgique         | Belgique         | Monaco           | France          | Canada          | Belgique        | Detroit         | Canada          | États-Unis      |
| 6      | Monaco           | Monaco           | Monaco           | Belgique         | Monaco          | Detroit         | Canada          | France          | Detroit         | Canada          |
| 7      | France           | Espagne          | États-Unis Est   | États-Unis Est   | Canada          | France          | Detroit         | Grande-Bretagne | France          | France          |
| 8      | Grande-Bretagne  | France           | Canada           | Canada           | Detroit         | Grande-Bretagne | France          | Allemagne       | Grande-Bretagne | Grande-Bretagne |
| 9      | Allemagne        | Grande-Bretagne  | Pays-Bas         | Grande-Bretagne  | Dallas          | Allemagne       | Grande-Bretagne | Hongrie         | Allemagne       | Allemagne       |
| 10     | Autriche         | Allemagne        | Grande-Bretagne  | Allemagne        | Grande-Bretagne | Autriche        | Allemagne       | Autriche        | Hongrie         | Hongrie         |
| 11     | Pays-Bas         | Autriche         | France           | Autriche         | Allemagne       | Pays-Bas        | Hongrie         | Italie          | Belgique        | Belgique        |
| 12     | Italie           | Pays-Bas         | Allemagne        | Pays-Bas         | Autriche        | Italie          | Autriche        | Portugal        | Italie          | Italie          |
| 13     | Canada           | Italie           | Autriche         | Italie           | Pays-Bas        | Belgique        | Italie          | Espagne         | Portugal        | Portugal        |
| 14     | États-Unis Est   | Canada           | Suisse           | Europe           | Italie          | Europe          | Portugal        | Mexique         | Espagne         | Espagne         |
| 15     |                  | Las Vegas        | Italie           | Afrique du Sud   | Europe          | Afrique du Sud  | Mexique         | Japon           | Japon           | Japon           |
| 16     |                  |                  | Las Vegas        |                  | Portugal        | Australie       | Australie       | Australie       | Australie       | Australie       |

### 1990–1999
| Manche | 1990            | 1991            | 1992            | 1993            | 1994            | 1995            | 1996            | 1997            | 1998            | 1999            |
| ------ | --------------- | --------------- | --------------- | --------------- | --------------- | --------------- | --------------- | --------------- | --------------- | --------------- |
| 1      | États-Unis      | États-Unis      | Afrique du Sud  | Afrique du Sud  | Brésil          | Brésil          | Australie       | Australie       | Australie       | Australie       |
| 2      | Brésil          | Brésil          | Mexique         | Brésil          | Pacifique       | Argentine       | Brésil          | Brésil          | Brésil          | Brésil          |
| 3      | Saint-Marin     | Saint-Marin     | Brésil          | Europe          | Saint-Marin     | Saint-Marin     | Argentine       | Argentine       | Argentine       | Saint-Marin     |
| 4      | Monaco          | Monaco          | Espagne         | Saint-Marin     | Monaco          | Espagne         | Europe          | Saint-Marin     | Saint-Marin     | Monaco          |
| 5      | Canada          | Canada          | Saint-Marin     | Espagne         | Espagne         | Monaco          | Saint-Marin     | Monaco          | Espagne         | Espagne         |
| 6      | Mexique         | Mexique         | Monaco          | Monaco          | Canada          | Canada          | Monaco          | Espagne         | Monaco          | Canada          |
| 7      | France          | France          | Canada          | Canada          | France          | France          | Espagne         | Canada          | Canada          | France          |
| 8      | Grande-Bretagne | Grande-Bretagne | France          | France          | Grande-Bretagne | Grande-Bretagne | Canada          | France          | France          | Grande-Bretagne |
| 9      | Allemagne       | Allemagne       | Grande-Bretagne | Grande-Bretagne | Allemagne       | Allemagne       | France          | Grande-Bretagne | Grande-Bretagne | Autriche        |
| 10     | Hongrie         | Hongrie         | Allemagne       | Allemagne       | Hongrie         | Hongrie         | Grande-Bretagne | Allemagne       | Autriche        | Allemagne       |
| 11     | Belgique        | Belgique        | Hongrie         | Hongrie         | Belgique        | Belgique        | Allemagne       | Hongrie         | Allemagne       | Hongrie         |
| 12     | Italie          | Italie          | Belgique        | Belgique        | Italie          | Italie          | Hongrie         | Belgique        | Hongrie         | Belgique        |
| 13     | Portugal        | Portugal        | Italie          | Italie          | Portugal        | Portugal        | Belgique        | Italie          | Belgique        | Italie          |
| 14     | Espagne         | Espagne         | Portugal        | Portugal        | Europe          | Europe          | Italie          | Autriche        | Italie          | Europe          |
| 15     | Japon           | Japon           | Japon           | Japon           | Japon           | Pacifique       | Portugal        | Luxembourg      | Luxembourg      | Malaisie        |
| 16     | Australie       | Australie       | Australie       | Australie       | Australie       | Japon           | Japon           | Japon           | Japon           | Japon           |
| 17     |                 |                 |                 |                 |                 | Australie       |                 | Europe          |                 |                 |

### 2000–2009
| Manche | 2000            | 2001            | 2002            | 2003            | 2004            | 2005            | 2006            | 2007            | 2008            | 2009            |
| ------ | --------------- | --------------- | --------------- | --------------- | --------------- | --------------- | --------------- | --------------- | --------------- | --------------- |
| 1      | Australie       | Australie       | Australie       | Australie       | Australie       | Australie       | Bahreïn         | Australie       | Australie       | Australie       |
| 2      | Brésil          | Malaisie        | Malaisie        | Malaisie        | Malaisie        | Malaisie        | Malaisie        | Malaisie        | Malaisie        | Malaisie        |
| 3      | Saint-Marin     | Brésil          | Brésil          | Brésil          | Bahreïn         | Bahreïn         | Australie       | Bahreïn         | Bahreïn         | Chine           |
| 4      | Grande-Bretagne | Saint-Marin     | Saint-Marin     | Saint-Marin     | Saint-Marin     | Saint-Marin     | Saint-Marin     | Espagne         | Espagne         | Bahreïn         |
| 5      | Espagne         | Espagne         | Espagne         | Espagne         | Espagne         | Espagne         | Europe          | Monaco          | Turquie         | Espagne         |
| 6      | Europe          | Autriche        | Autriche        | Autriche        | Monaco          | Monaco          | Espagne         | Canada          | Monaco          | Monaco          |
| 7      | Monaco          | Monaco          | Monaco          | Monaco          | Europe          | Europe          | Monaco          | États-Unis      | Canada          | Turquie         |
| 8      | Canada          | Canada          | Canada          | Canada          | Canada          | Canada          | Grande-Bretagne | France          | France          | Grande-Bretagne |
| 9      | France          | Europe          | Europe          | Europe          | États-Unis      | États-Unis      | Canada          | Grande-Bretagne | Grande-Bretagne | Allemagne       |
| 10     | Autriche        | France          | Grande-Bretagne | France          | France          | France          | États-Unis      | Europe          | Allemagne       | Hongrie         |
| 11     | Allemagne       | Grande-Bretagne | France          | Grande-Bretagne | Grande-Bretagne | Grande-Bretagne | France          | Hongrie         | Hongrie         | Europe          |
| 12     | Hongrie         | Allemagne       | Allemagne       | Allemagne       | Allemagne       | Allemagne       | Allemagne       | Turquie         | Europe          | Belgique        |
| 13     | Belgique        | Hongrie         | Hongrie         | Hongrie         | Hongrie         | Hongrie         | Hongrie         | Italie          | Belgique        | Italie          |
| 14     | Italie          | Belgique        | Belgique        | Italie          | Belgique        | Turquie         | Turquie         | Belgique        | Italie          | Singapour       |
| 15     | États-Unis      | Italie          | Italie          | États-Unis      | Italie          | Italie          | Italie          | Japon           | Singapour       | Japon           |
| 16     | Japon           | États-Unis      | États-Unis      | Japon           | Chine           | Belgique        | Chine           | Chine           | Japon           | Brésil          |
| 17     | Malaisie        | Japon           | Japon           |                 | Japon           | Brésil          | Japon           | Brésil          | Chine           | Abou Dabi       |
| 18     |                 |                 |                 |                 | Brésil          | Japon           | Brésil          |                 | Brésil          |                 |
| 19     |                 |                 |                 |                 |                 | Chine           |                 |                 |                 |                 |

### 2010–2019
| Manche | 2010            | 2011            | 2012            | 2013            | 2014            | 2015            | 2016            | 2017            | 2018            | 2019            |
| ------ | --------------- | --------------- | --------------- | --------------- | --------------- | --------------- | --------------- | --------------- | --------------- | --------------- |
| 1      | Bahreïn         | Australie       | Australie       | Australie       | Australie       | Australie       | Australie       | Australie       | Australie       | Australie       |
| 2      | Australie       | Malaisie        | Malaisie        | Malaisie        | Malaisie        | Malaisie        | Bahreïn         | Chine           | Chine           | Bahreïn         |
| 3      | Malaisie        | Chine           | Chine           | Chine           | Bahreïn         | Chine           | Chine           | Bahreïn         | Bahreïn         | Chine           |
| 4      | Chine           | Turquie         | Bahreïn         | Bahreïn         | Chine           | Bahreïn         | Russie          | Russie          | Azerbaïdjan     | Azerbaïdjan     |
| 5      | Espagne         | Espagne         | Espagne         | Espagne         | Espagne         | Espagne         | Espagne         | Espagne         | Espagne         | Espagne         |
| 6      | Monaco          | Monaco          | Monaco          | Monaco          | Monaco          | Monaco          | Monaco          | Monaco          | Monaco          | Monaco          |
| 7      | Turquie         | Canada          | Canada          | Canada          | Canada          | Canada          | Canada          | Canada          | Canada          | Canada          |
| 8      | Canada          | Europe          | Europe          | Grande-Bretagne | Autriche        | Autriche        | Europe          | Azerbaïdjan     | France          | France          |
| 9      | Europe          | Grande-Bretagne | Grande-Bretagne | Allemagne       | Grande-Bretagne | Grande-Bretagne | Autriche        | Autriche        | Autriche        | Autriche        |
| 10     | Grande-Bretagne | Allemagne       | Allemagne       | Hongrie         | Allemagne       | Hongrie         | Grande-Bretagne | Grande-Bretagne | Grande-Bretagne | Grande-Bretagne |
| 11     | Allemagne       | Hongrie         | Hongrie         | Belgique        | Hongrie         | Belgique        | Hongrie         | Hongrie         | Allemagne       | Allemagne       |
| 12     | Hongrie         | Belgique        | Belgique        | Italie          | Belgique        | Italie          | Allemagne       | Belgique        | Hongrie         | Hongrie         |
| 13     | Belgique        | Italie          | Italie          | Singapour       | Italie          | Singapour       | Belgique        | Italie          | Belgique        | Belgique        |
| 14     | Italie          | Singapour       | Singapour       | Corée du Sud    | Singapour       | Japon           | Italie          | Singapour       | Italie          | Italie          |
| 15     | Singapour       | Japon           | Japon           | Japon           | Japon           | Russie          | Singapour       | Malaisie        | Singapour       | Singapour       |
| 16     | Japon           | Corée du Sud    | Corée du Sud    | Inde            | Russie          | États-Unis      | Malaisie        | Japon           | Russie          | Russie          |
| 17     | Corée du Sud    | Inde            | Inde            | Abou Dabi       | États-Unis      | Mexique         | Japon           | États-Unis      | Japon           | Japon           |
| 18     | Brésil          | Abou Dabi       | Abou Dabi       | États-Unis      | Brésil          | Brésil          | États-Unis      | Mexique         | États-Unis      | Mexique         |
| 19     | Abou Dabi       | Brésil          | États-Unis      | Brésil          | Abou Dabi       | Abou Dabi       | Mexique         | Brésil          | Mexique         | États-Unis      |
| 20     |                 |                 | Brésil          |                 |                 |                 | Brésil          | Abou Dabi       | Brésil          | Brésil          |
| 21     |                 |                 |                 |                 |                 |                 | Abou Dabi       |                 | Abou Dabi       | Abou Dabi       |

### 2020–2029
| Manche | 2020             | 2021            | 2022            | 2023            | 2024            | 2025            | 2026            | 2027 | 2028 | 2029 |
| ------ | ---------------- | --------------- | --------------- | --------------- | --------------- | --------------- | --------------- | ---- | ---- | ---- |
| 1      | Autriche         | Bahreïn         | Bahreïn         | Bahreïn         | Bahreïn         | Australie       | Australie       |      |      |      |
| 2      | Styrie           | Émilie-Romagne  | Arabie saoudite | Arabie saoudite | Arabie saoudite | Chine           | Chine           |      |      |      |
| 3      | Hongrie          | Portugal        | Australie       | Australie       | Australie       | Japon           | Japon           |      |      |      |
| 4      | Grande-Bretagne  | Espagne         | Émilie-Romagne  | Azerbaïdjan     | Japon           | Bahreïn         | Bahreïn         |      |      |      |
| 5      | 70e anniversaire | Monaco          | Miami           | Miami           | Chine           | Arabie saoudite | Arabie saoudite |      |      |      |
| 6      | Espagne          | Azerbaïdjan     | Espagne         | Monaco          | Miami           | Miami           | Miami           |      |      |      |
| 7      | Belgique         | France          | Monaco          | Espagne         | Émilie-Romagne  | Émilie-Romagne  | Canada          |      |      |      |
| 8      | Italie           | Styrie          | Azerbaïdjan     | Canada          | Monaco          | Monaco          | Monaco          |      |      |      |
| 9      | Toscane          | Autriche        | Canada          | Autriche        | Canada          | Espagne         | Espagne         |      |      |      |
| 10     | Russie           | Grande-Bretagne | Grande-Bretagne | Grande-Bretagne | Espagne         | Canada          | Autriche        |      |      |      |
| 11     | Eifel            | Hongrie         | Autriche        | Hongrie         | Autriche        | Autriche        | Grande-Bretagne |      |      |      |
| 12     | Portugal         | Belgique        | France          | Belgique        | Grande-Bretagne | Grande-Bretagne | Belgique        |      |      |      |
| 13     | Émilie-Romagne   | Pays-Bas        | Hongrie         | Pays-Bas        | Hongrie         | Belgique        | Hongrie         |      |      |      |
| 14     | Turquie          | Italie          | Belgique        | Italie          | Belgique        | Hongrie         | Pays-Bas        |      |      |      |
| 15     | Bahreïn          | Russie          | Pays-Bas        | Singapour       | Pays-Bas        | Pays-Bas        | Italie          |      |      |      |
| 16     | Sakhir           | Turquie         | Italie          | Japon           | Italie          | Italie          | Madrid          |      |      |      |
| 17     | Abou Dabi        | États-Unis      | Singapour       | Qatar           | Azerbaïdjan     | Azerbaïdjan     | Azerbaïdjan     |      |      |      |
| 18     |                  | Mexico          | Japon           | États-Unis      | Singapour       | Singapour       | Singapour       |      |      |      |
| 19     |                  | São Paulo       | États-Unis      | Mexico          | États-Unis      | États-Unis      | États-Unis      |      |      |      |
| 20     |                  | Qatar           | Mexico          | São Paulo       | Mexico          | Mexico          | Mexico          |      |      |      |
| 21     |                  | Arabie saoudite | São Paulo       | Las Vegas       | São Paulo       | São Paulo       | São Paulo       |      |      |      |
| 22     |                  | Abou Dabi       | Abou Dabi       | Abou Dabi       | Las Vegas       | Las Vegas       | Las Vegas       |      |      |      |
| 23     |                  |                 |                 |                 | Qatar           | Qatar           | Qatar           |      |      |      |
| 24     |                  |                 |                 |                 | Abou Dabi       | Abou Dabi       | Abou Dabi       |      |      |      |

## Paliers de 100 Grands Prix
| Paliers          | Années | Grands Prix    | Circuits     | Vainqueurs           | Vainqueurs             |
| Paliers          | Années | Grands Prix    | Circuits     | Pilotes              | Constructeurs          |
| ---------------- | ------ | -------------- | ------------ | -------------------- | ---------------------- |
| 100e Grand Prix  | 1961   | Allemagne      | Nürburgring  | Stirling Moss        | Lotus-Climax           |
| 200e Grand Prix  | 1971   | Monaco         | Monaco       | Jackie Stewart       | Tyrrell-Ford Cosworth  |
| 300e Grand Prix  | 1978   | Afrique du Sud | Kyalami      | Ronnie Peterson      | Lotus-Ford Cosworth    |
| 400e Grand Prix  | 1984   | Autriche       | Spielberg    | Niki Lauda           | McLaren-TAG Porsche    |
| 500e Grand Prix  | 1990   | Australie      | Adelaide     | Nelson Piquet        | Benetton-Ford Cosworth |
| 600e Grand Prix  | 1997   | Argentine      | Buenos Aires | Jacques Villeneuve   | Williams-Renault       |
| 700e Grand Prix  | 2003   | Brésil         | Interlagos   | Giancarlo Fisichella | Jordan-Ford Cosworth   |
| 800e Grand Prix  | 2008   | Singapour      | Singapour    | Fernando Alonso      | Renault                |
| 900e Grand Prix  | 2014   | Bahreïn        | Sakhir       | Lewis Hamilton       | Mercedes               |
| 1000e Grand Prix | 2019   | Chine          | Shanghai     | Lewis Hamilton       | Mercedes               |
| 1100e Grand Prix | 2023   | Las Vegas      | Las Vegas    | Max Verstappen       | Red Bull-Honda RBPT    |

## Épreuves du championnat annulées
Depuis 1950, de nombreuses épreuves furent annulées pour diverses raisons :
- 1953
  -  Grand Prix d'Espagne (26 octobre)
- 1955 (Accident des 24 Heures du Mans)
  -  Grand Prix de France (3 juillet)
  -  Grand Prix d'Allemagne (31 juillet)
  -  Grand Prix de Suisse (21 août)
  -  Grand Prix d'Espagne (23 octobre)
- 1969
  -  Grand Prix de Belgique (8 juin), pour des raisons de sécurité
- 1971
  -  Grand Prix de Belgique (6 juin)
- 1972
  -  Grand Prix des Pays-Bas (18 juin)
  -  Grand Prix du Mexique (22 octobre)
- 1975
  -  Grand Prix de Canada (21 septembre), pour des raisons financières
- 1978
  -  Grand Prix du Japon (16 avril), à cause du refus du report de la course à une date ultérieure
- 1982 (Guerre des Malouines) 
  -  Grand Prix d'Argentine (3 mars)
- 1983
  -  Grand Prix de Suisse (10 juillet), refus de la télévision française de retransmettre la course
  -  Grand Prix de Las Vegas (9 octobre)
- 1987
  -  Grand Prix de Canada (14 juin), pour cause de conflit entre sponsors
- 2011 (Printemps arabe) 
  -  Grand Prix de Bahreïn (13 mars)
- 2020 (Pandémie de Covid-19)
  -  Grand Prix d'Australie (15 mars)
  -  Grand Prix du Viêt Nam (5 avril)
  -  Grand Prix de Chine (19 avril)
  -  Grand Prix des Pays-Bas (3 mai)
  -  Grand Prix de Monaco (24 mai)
  -  Grand Prix d'Azerbaïdjan (7 juin)
  -  Grand Prix du Canada (14 juin)
  -  Grand Prix de France (28 juin)
  -  Grand Prix de Singapour (20 septembre)
  -  Grand Prix du Japon (11 octobre)
  -  Grand Prix des États-Unis (25 octobre)
  -  Grand Prix du Mexique (1er novembre)
  -  Grand Prix du Brésil (15 novembre)
- 2021 (Pandémie de Covid-19)
  -  Grand Prix de Chine (11 avril)
  -  Grand Prix du Canada (13 juin)
  -  Grand Prix de Singapour (3 octobre)
  -  Grand Prix du Japon (10 octobre)
  -  Grand Prix d'Australie (21 novembre)
- 2022
  -  Grand Prix de Chine (11 avril), en raison de la Pandémie de Covid-19
  -  Grand Prix de Russie (25 septembre), en raison de la Guerre Russo-ukrainienne
- 2023
  -  Grand Prix de Chine (16 avril), en raison de la Pandémie de Covid-19
  -  Grand Prix d'Émilie-Romagne (21 mai), en raison des pluies et inondations

## Grands Prix disputés hors-championnat du monde
| - Grand Prix de Reims (1947-1962) - Grand Prix de Pau (1948-1963) - Grand Prix des Nations (1948-1950) - Grand Prix de Naples (1948-1972) - Grand Prix de Sanremo (1948-1951) - BRDC International Trophy (1949-1978) - Grand Prix des Frontières (1949-1954) - Glover Trophy (1949-1965) - British Empire Trophy (1950) - Jersey Road Race (1950) - Grand Prix du Chili (1950) - Grand Prix de Paris (1950-1952) - Grand Prix de Bari (1950-1954) - Grand Prix d'Albi (1950-1955) - Grand Prix de Bordeaux (1951-1955) | - Grand Prix de Syracuse (1951-1967) - Grand Prix d'Écosse (1951) - Grand Prix d'Uruguay (1952) - Grand Prix de Montevideo (1952) - Grand Prix de Finlande (1952-1953) - Grand Prix de Rio de Janeiro (1952-1954) - Grand Prix de Buenos Aires (1954-1960) - Grand Prix de Caen (1954-1958) - International Gold Cup (1954-1972) - Grand Prix de Rome (1954-1963) - Course des Deux Mondes (1957-1958) - Silver City Trophy (1959-1962) - Grand Prix du Cap (1960-1962) - Grand Prix de Bruxelles (1961-1962) - London Trophy (1961) | - Solituderennen (1961-1964) - Grand Prix du Danemark (1961-1962) - Kanonloppet (1961-1963) - Grand Prix du Natal (1961-1962) - Grand Prix du Rand (1961-1965) - Grand Prix de Rhodésie (1961-1968) - Grand Prix de la Méditerranée (1962-1965) - Crystal Palace Trophy (1962) - Grand Prix d'Imola (1963) - Race of Champions (1965-1983) - Grand Prix de Madrid (1969) - Victory Race (1971-1972) - Grand Prix Dino Ferrari (1979) - Grand Prix d'Espagne (1980) - Grand Prix d'Afrique du Sud (1981) |